# Amroha
Amroha (hindi अमरोहा, urdu امروہہ) – miasto położone w północnej części Indii na wysokości 251 m n.p.m. w stanie Uttar Pradesh, na Nizinie Hindustańskiej.
Populacja miasta w 2001 roku wynosiła 264 890 mieszkańców.
W mieście tym rozwinięty jest przemysł bawełniczy.